# ليزا لونش
ليزا لونش (بالإنجليزية: Lisa Lynch)‏ هي صحفية بريطانية، ولدت في 30 أغسطس 1979 في دربي في المملكة المتحدة، وتوفيت في 11 مارس 2013 بسبب سرطان الثدي.

## وصلات خارجية
- الموقع الرسمي